# Daniela Bulaich
Daniela Bulaich Simian (Avellaneda, Provincia de Buenos Aires, Argentina, 5 de septiembre de 1997) es una jugadora argentina de voleibol. Formó parte del equipo de Boca Juniors, con el que logró varios títulos antes de pasar a San Lorenzo y luego al vóley italiano. Junto a la Selección femenina de voleibol de Argentina formó parte de los planteles de los Juegos Suramericanos de 2018, los Juegos Olímpicos de Tokio 2020, el Campeonato Sudamericano de Voleibol Femenino de 2021 y el Torneo clasificatorio de voleibol femenino para los Juegos Panamericanos Santiago 2023, entre otros.

## Conflicto por el traspaso a San Lorenzo
En el año 2018, tras 11 años de formación y permanencia en el Club Atlético Boca Juniors, la jugadora manifestó su voluntad de cambiar de equipo, teniendo en vista una posible transferencia a San Lorenzo. Al tratarse el voleibol en Argentina de una actividad amateur, no existen contratos entre jugadores y clubes sino que las transferencias se realizan de club a club, generalmente tras el abono de una suma de dinero en concepto de derechos federativos. Tras una serie de desavenencias en torno al monto, la forma de pago y cesión de la jugadora (temporal o permanente), se llega a la situación de que la jugadora rechaza seguir jugando en Boca pero al mismo tiempo el club no libera su pase para que pueda continuar su carrera en otro club, quedando en una suerte de limbo profesional. Finalmente, tras la intervención personal del entonces presidente del club de la Ribera, Daniel Angelici, el conflicto pudo destrabarse y Bulaich continuar su carrera en San Lorenzo. El traspaso, sin llegar a funcionar como un punto de quiebre o generar un cambio de legislación como sucedió con el Caso Bosman, es mencionado por el periodismo especializado como "tal vez [el] pase más conflictivo de la historia del voley argentino" y un caso que permitió poner en cuestión diversas aristas del deporte amateur.

## Carrera en el exterior
En la temporada 2021-22 vistió la camiseta del Rizzotti Design Catania italiano en la serie A2, terminando la temporada como la tercera mejor anotadora de la liga con 478 puntos en 28 partidos. La temporada siguiente formó parte del Hermaea Olbia, también de serie A2, culminando la temporada con 437 puntos en 29 partidos disputados. En junio de 2023 el club Tecnoteam Albese Volley anunció su contratación para lo que sería su tercera temporada en la liga A2 italiana.

## Vida personal
Realizó estudios de profesorado de educación física en el Instituto Superior de Formación Docente N° 101 de la ciudad de Avellaneda, lo que le permitió formar parte del equipo que se consagró campeón en los Juegos Universitarios Sudamericanos Miramar 2016.

## Trayectoria
| Año(s)    | Club                                 | País      |
| --------- | ------------------------------------ | --------- |
| 2013-2017 | Club Atlético Boca Juniors           | Argentina |
| 2018-2021 | Club Atlético San Lorenzo de Almagro | Argentina |
| 2021-2022 | Rizzotti Design Catania              | Italia    |
| 2022-2023 | Hermaea Olbia                        | Italia    |
| 2023-     | Tecnoteam Albese Volley              | Italia    |

## Palmarés

### Selección
- Medalla de Bronce Campeonato Sudamericano Sub-20 de 2014[13]
- Medalla de Plata Juegos Sudamericanos Cochabamba 2018[14]
- Medalla de Bronce Juegos Panamericanos Lima 2019
- Medalla de Bronce Campeonato Sudamericano de Voleibol Femenino de 2021

### Clubes
- Medalla de Bronce Sudamericano de clubes 2020[15]

| Título                           | Equipo       | País      | Año  |
| -------------------------------- | ------------ | --------- | ---- |
| Torneo Oficial División de Honor | Boca Juniors | Argentina | 2017 |
| Torneo Oficial División de Honor | San Lorenzo  | Argentina | 2019 |

### Premios individuales
- Jugadora más destacada 2019, otorgado por la FMV[16]
- Mejor punta en Campeonato Sudamericano de Voleibol Femenino de 2021
- Mejor punta en Torneo pre-panamericano 2022